# 가와히가시정
가와히가시정(河東町)은 후쿠시마현 가와누마군에 있던 정이다. 
2005년 10월 1일, 아이즈와카마쓰시에 편입해 폐지되었다.

## 역사
- 1889년 4월 1일 - 정촌제 시행에 의해 닛파시촌, 도지마촌이 탄생하였다.
- 1957년 4월 1일 - 닛파시촌, 도지마촌이 합병해 가토촌이 성립하였다.
- 1978년 4월 1일 - 정으로 승격해 가와히가시정이 되었다.
- 2005년 11월 1일 - 아이즈와카마쓰시에 편입하였다.

## 교통

### 철도
- 동일본 여객철도
  - 반에쓰사이선